# Pirin Błagojewgrad
OFK Pirin Błagojewgrad (bułg. ОФК „Пирин“ Благоевград) – bułgarski klub piłkarski założony w 1922 roku.
Pirin spędził ponad 20 sezonów w I lidze bułgarskiej. W sezonie 2006/2007 drużyna została relegowana do III ligi bułgarskiej. W 2008 roku doszło do fuzji z innym klubem PFC Pirin Błagojewgrad występującym w I lidze bułgarskiej.

## Sukcesy
- I liga
  - 5. miejsce (1): 1984/1985
- Puchar Bułgarii
  - finał (4): 1981, 1992, 1994, 2009

## Europejskie puchary
Legenda do wszystkich tabel:
- Q – runda eliminacyjna, 1/16, 1/8, 1/4, 1/2 – odpowiednia faza rozgrywek, Grupa – runda grupowa, 1r gr – pierwsza runda grupowa, 2r gr – druga runda grupowa, F – finał, R – runda, PO – play-off
- k. – rzuty karne, los. – losowanie, Dogr. – dogrywka, w. – zasada bramek strzelonych na wyjeździe

| Sezon   | Rozgrywki                 | Runda | Przeciwnik       | Dom | Wyjazd | Ogólnie |
| ------- | ------------------------- | ----- | ---------------- | --- | ------ | ------- |
| 1985/86 | Puchar UEFA               | 1R    | Hammarby         | 1–3 | 0–4    | 1–7     |
| 1994/95 | Puchar Zdobywców Pucharów | Q     | Schaan           | 3–0 | 1–0    | 4–0     |
| 1994/95 | Puchar Zdobywców Pucharów | 1R    | Panathinaikos AO | 0–2 | 1–6    | 1–8     |

## Skład na sezon 2017/2018
| Nr | Poz. | Piłkarz                |
| -- | ---- | ---------------------- |
| 1  | BR   | Radosław Angełski      |
| 3  | OB   | Rumen Sandew           |
| 4  | OB   | Dimityr Mitew          |
| 6  | PO   | Todor Pałankow         |
| 7  | PO   | Andi Renja             |
| 9  | NA   | Flo Bojaj              |
| 11 | PO   | Manoł Czapow           |
| 14 | OB   | Iwajło Todorow         |
| 15 | PO   | Dimityr Błagow         |
| 18 | OB   | Julian Popew (kapitan) |
| 19 | NA   | Presław Jordanow       |
| 20 | PO   | Iwajło Michajłow       |

| Nr | Poz. | Piłkarz                                 |
| -- | ---- | --------------------------------------- |
| 21 | OB   | Aleksandyr Baszliew                     |
| 23 | PO   | Mario Topuzow                           |
| 24 | PO   | Anton Kostadinow                        |
| 25 | PO   | Metodij Stefanow                        |
| 26 | NA   | Lubomir Cołew                           |
| 27 | OB   | Kostadin Niczew                         |
| 29 | NA   | Petyr Christow                          |
| 30 | PO   | Todor Trajanow                          |
| 44 | PO   | Conor Henderson                         |
| 72 | BR   | Georgi Georgiew                         |
| 76 | BR   | Krasimir Kostow                         |
| 99 | PO   | Radosław Kiriłow (wypożyczony z Chievo) |